# Vieillespesse
Vieillespesse ist ein zentralfranzösischer Ort und eine Gemeinde mit 261 Einwohnern (Stand: 1. Januar 2022) im Département Cantal in der Region Auvergne-Rhône-Alpes. Die Gemeinde gehört zum Arrondissement Saint-Flour und zum Kanton Saint-Flour-1.

## Lage
Vieillespesse liegt etwa 59 Kilometer ostnordöstlich von Aurillac am Fluss Arcueil. Umgeben wird Vieillespesse von den Nachbargemeinden Saint-Mary-le-Plain im Norden, Saint-Poncy im Norden und Nordosten, Lastic im Osten und Südosten, Tiviers im Südosten und Süden, Mentières im Süden, Coren im Süden und Südwesten sowie Rézentières im Westen und Nordwesten.
Durch die Gemeinde führt die Autoroute A75.

## Bevölkerungsentwicklung
| Jahr                       | 1962 | 1968 | 1975 | 1982 | 1990 | 1999 | 2006 | 2019 |
| Einwohner                  | 375  | 347  | 317  | 302  | 254  | 248  | 252  | 244  |
| Quellen: Cassini und INSEE |      |      |      |      |      |      |      |      |

## Sehenswürdigkeiten
- Kirche Saint-Sulpice aus dem 12. Jahrhundert, Umbauten bis in das 15. Jahrhundert

|  |  |